# Присекани (Вранча)
Присекани (рум. Prisecani) насеље је у Румунији у округу Вранча у општини Богешти. Oпштина се налази на надморској висини од 200 m.

## Становништво
Према подацима из 2002. године у насељу је живело 250 становника, од којих су сви румунске националности.